# 辻恵子 (イラストレーター)
辻 恵子（つじ けいこ、1975年 - ）は日本の切り絵作家・イラストレーター。文化学院文学科卒業。東京出身。新聞紙など身のまわりにある紙を素材に作品を制作。目などの部分的な加筆以外は、素材に元々ある色を活した独自の切り絵作品や、パーツごとに制作して貼り合わせた貼り絵も発表。

## 絵本
- 木坂涼、辻恵子「かげは どこ」『ちいさなかがくのとも』2003年、福音館書店
- 辻恵子「かくれた かたち 1 2 3」『かがくのとも』2008年、福音館書店
- 辻恵子「まるを つくる」『ちいさなかがくのとも』2009年、福音館書店
- 辻恵子「マークの なかに かくれた かたち」『かがくのとも』2009年、福音館書店
- 垣内磯子、辻恵子「しょくぶつえんのまいご」『キンダーメルヘン』2010年、フレーベル館

## 映像作品
- 連続テレビ小説『とと姉ちゃん』オープニング映像   2016年、NHK
- 宇多田ヒカル「花束を君に」PV 2016年、ユニバーサル・ミュージック